# جان بيترز
جان بيترز (بالهولندية: Jan Peters)‏ (20 يوليو 1953 خوريكوم هولندا - ) هو لاعب كرة قدم هولندي.

## وصلات خارجية
جان بيترز على موقع قاعدة بيانات كرة القدم.إي يو (الإنجليزية)
- جان بيترز على موقع عالم كرة القدم.نت (الإنجليزية)